# NGC 5572
NGC 5572 (również PGC 51195, PGC 51196 lub UGC 9173) – galaktyka spiralna (Sb), znajdująca się w gwiazdozbiorze Wolarza. Odkrył ją Édouard Jean-Marie Stephan 13 maja 1883 roku. Jest zaliczana do radiogalaktyk.